# Antennarius pictus
Antennarius pictus es una especie de pez del género Antennarius, familia Antennariidae. Fue descrita científicamente por Shaw en 1794.
Se distribuye por la región del Indo-Pacífico: Mar Rojo y África Oriental hasta las islas de Hawái y de la Sociedad. El largo total (TL) es de 30 centímetros. Se ha registrado a profundidades de hasta 75 metros  y habita en arrecifes protegidos poco profundos.
Está clasificada como una especie marina inofensiva para el ser humano.